# Финнизация
Финнизация (фин. suomalaistaminen) — это изменение личных имен с других языков (обычно шведского) на финский. В эру романтического национализма в Финляндии многие люди, особенно фенноманы, финнизировали свои ранее шведские фамилии.

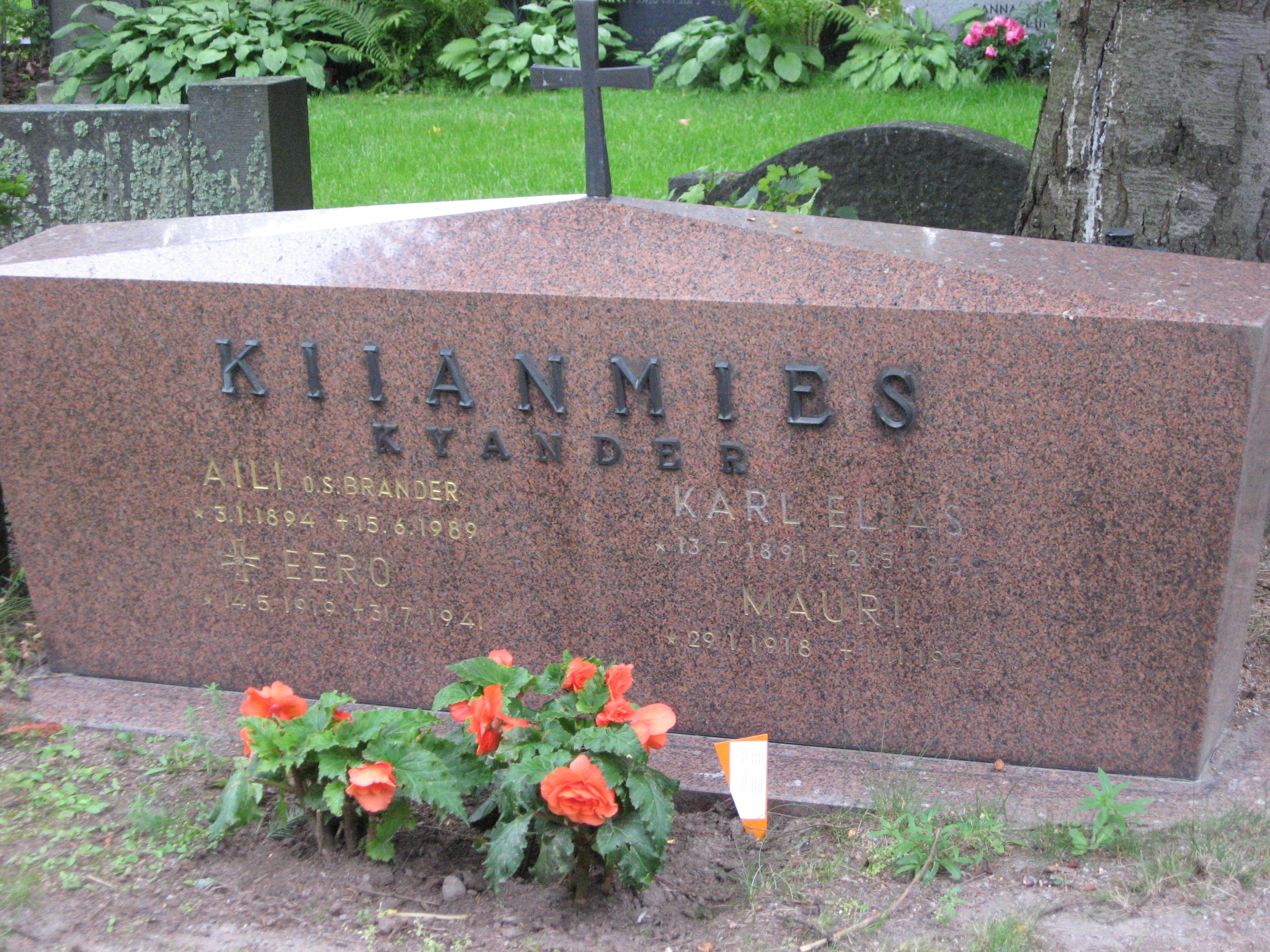
Могила в Тампере, на которой присутствует как шведская фамилия Kyander, так и финнизированная Kiianmies

Некоторые из этих людей были потомками финноязычных фермеров, которые ранее сменили свои финские имена на шведские после того, как поднялись по социальной лестнице. Эта хитрость объяснялась тем, что официальные должности (и даже многие профессии) были открыты только для тех, кто говорил по-шведски, а финское имя было препятствием для успеха.
Заметным событием в финнизации в 1906 году стало столетие со дня рождения философа и государственного деятеля Юхана Вильгельма Снельмана. Писатель Йоханнес Линнанкоски призвал финнов отказаться от своих шведских имен 12 мая, в день рождения Снельмана. В течение 1906—1907 гг. около 70 тысяч финнов сменили свои имена.

## Финнизация Хельсинки

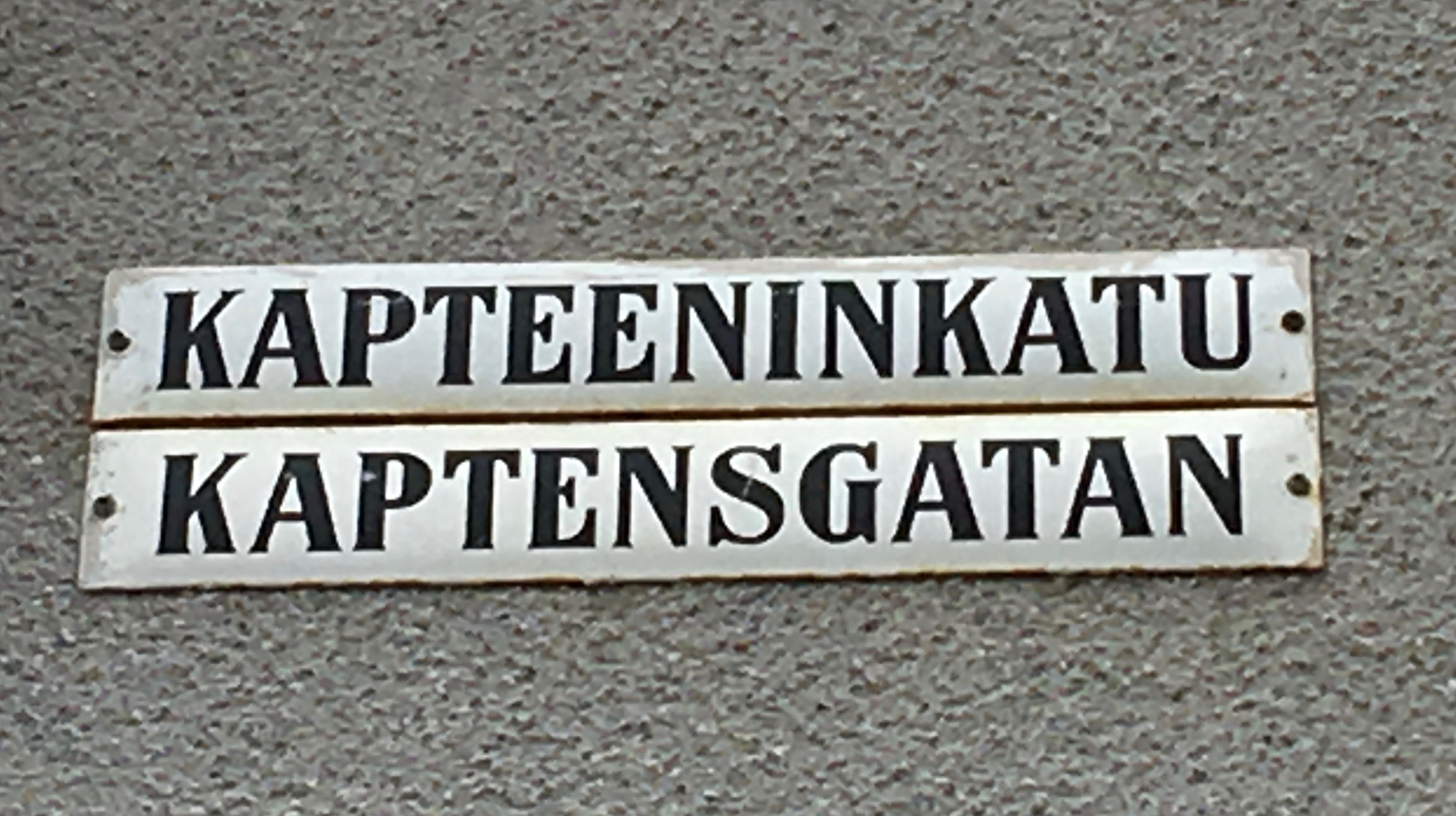
Двойное написание названия улицы в Хельсинки

Финнизация Хельсинки — это превращение столицы Финляндии из шведоязычного города в двуязычный или даже многоязычный, с финским как преобладающим языком, так и лингва франка. Доминирующими аспектами этого перехода были иммиграция финноязычных в процессе урбанизации и переход со шведского на финский среди некоторых местных шведоязычных жителей в течение нескольких поколений.
Хельсинки был основан шведским королем Густавом I Васой в 1550 году как Гельсингфорс. В то время Финляндия была неотъемлемой частью Швеции, прилегающий к Хельсинки регион Нюланд был преимущественно шведоязычным, к тому же шведский был административным языком королевства.
В девятнадцатом веке, в российский период, Хельсинки стал столицей Великого княжества Финляндского, его экономическим и культурным центром. С конца XIX века финский язык всё больше распространялся в городе, поскольку люди, переехавшие сюда, в основном говорили по-фински.
В начале XX века город уже был преимущественно финноязычным, хотя и с большим шведоязычным меньшинством. В XXI веке носители шведского языка составляют меньшинство — 5,9 % от общей численности.